# 托比亚斯·蒙特勒
托比亚斯·蒙特勒（瑞典語：Thobias Montler，1996年2月15日—），瑞典男子田径运动员，2022年世界室内田径锦标赛男子跳远银牌得主、2022年欧洲室内田径锦标赛男子跳远银牌得主。